# Nina Björkman
Nina Maria Björkman, född 15 juli 1968 i Jakobstad, är en finländsk konstnär och konstkritiker. 
Björkman studerade vid Svenska konstskolan i Nykarleby 1984–1986, Nordiska konstskolan i Karleby 1986–1995 och Bildkonstakademin 1989–1995; erhöll Vasari-konstskrivarutbildning vid Bildkonstakademin och Helsingfors universitet 1996–1998. Hon har deltagit i grupputställningar sedan 1991 och höll sin första separatutställning 1995. 
Björkman uppmärksammades först som tecknare med blyerts och färgpenna, ofta i stort format. Hon inspirerades av motiv från konsthistorien och de stora mästarna samt sitt eget undermedvetna. Hon har senare ställt ut serier av fotografier och målningar, vilka bland annat utgjort konceptuella helheter där hon dryftat sin egen relation till kvinnobilden på ett stundom lekfullt och samtidigt ironiskt sätt, samt intresserat sig för hur man gestaltar en annan person. Hon har framträtt som konstkritiker och kolumnist i Hufvudstadsbladet och även skrivit artiklar i konsttidskrifter, till exempel Taide och utställningskataloger.